# August Krogh
Schack August Steenberg Krogh (Grenå, 1874. november 15. – Koppenhága, 1949. szeptember 13.) dán zoológus, fiziológus. 1920-ban fiziológiai Nobel-díjban részesült a hajszálerek regulációs mechanizmusának felfedezéséért.

## Tanulmányai és munkahelyei
August Krogh 1874. november 15-én született a jütlandi kisvárosban, Grenå-ban. Apja Viggo Krogh hajóépítő, anyja Marie Krogh (lánykori nevén Drechmann) volt. Már az iskolában is vonzódott a természettudományokhoz és sok időt töltött kísérletezéssel. 1893-ban beiratkozott a Koppenhágai Egyetemre, ahol előbb orvostudományt kezdett tanulni, de hamarosan átváltott a zoológiára. 1897-ben kezdett dolgozni Christian Bohr Orvosélettani Laboratóriumában és miután lediplomázott, Bohr állást ajánlott neki. 1908-tól állatélettani kisegítő tanári állást kapott a Koppenhágai Egyetemen, nyolc évvel később pedig tényleges tanár lett; ezt az állását 1945-ös nyugdíjazásáig megtartotta. Ezen kívül egy privát kutatólaborban is dolgozott, amelyet a Carlsberg Alapítvány és a Skandináv Inzulin Alapítvány finanszírozott.

## Tudományos munkássága
Egyetemi hallgatóként a hidrosztatikai nyomás szúnyoglárvákra gyakorolt hatásával kísérletezett és kimutatta, hogy azok belső légbuborékjaik méretváltoztatásával szabályozzák a lebegésüket a vízben. 1902-ben részt vett egy grönlandi expedíción, amely során a vizek oxigén és szén-dioxidtartalmát mérték.
Bohr laboratóriumában az élőlények légzőszerveiben lezajló gázcserét tanulmányozta. 1903-as disszertációját is a békák gázanyagcseréjéről írta. Az általa kifejlesztett mikrotonométerrel lehetővé vált a vér oldott gáztartalmának gyors és pontos mérése és bebizonyította, hogy az oxigén levegőből vérbe jutása egyedül a diffúziónak köszönhető. Ezzel megcáfolta Bohr és a neves brit fiziológus, J. S. Haldane nézeteit. Későbbi kísérleteiből kiderült, hogy a rovarok tracheái esetében is elegendő a diffúzió magában a kellő oxigénellátottsághoz. 1906-ban elnyerte az Osztrák Tudományos Akadémia Seegen-díját a szervezet nitrogéngáz-termelésének kimutatásáért.

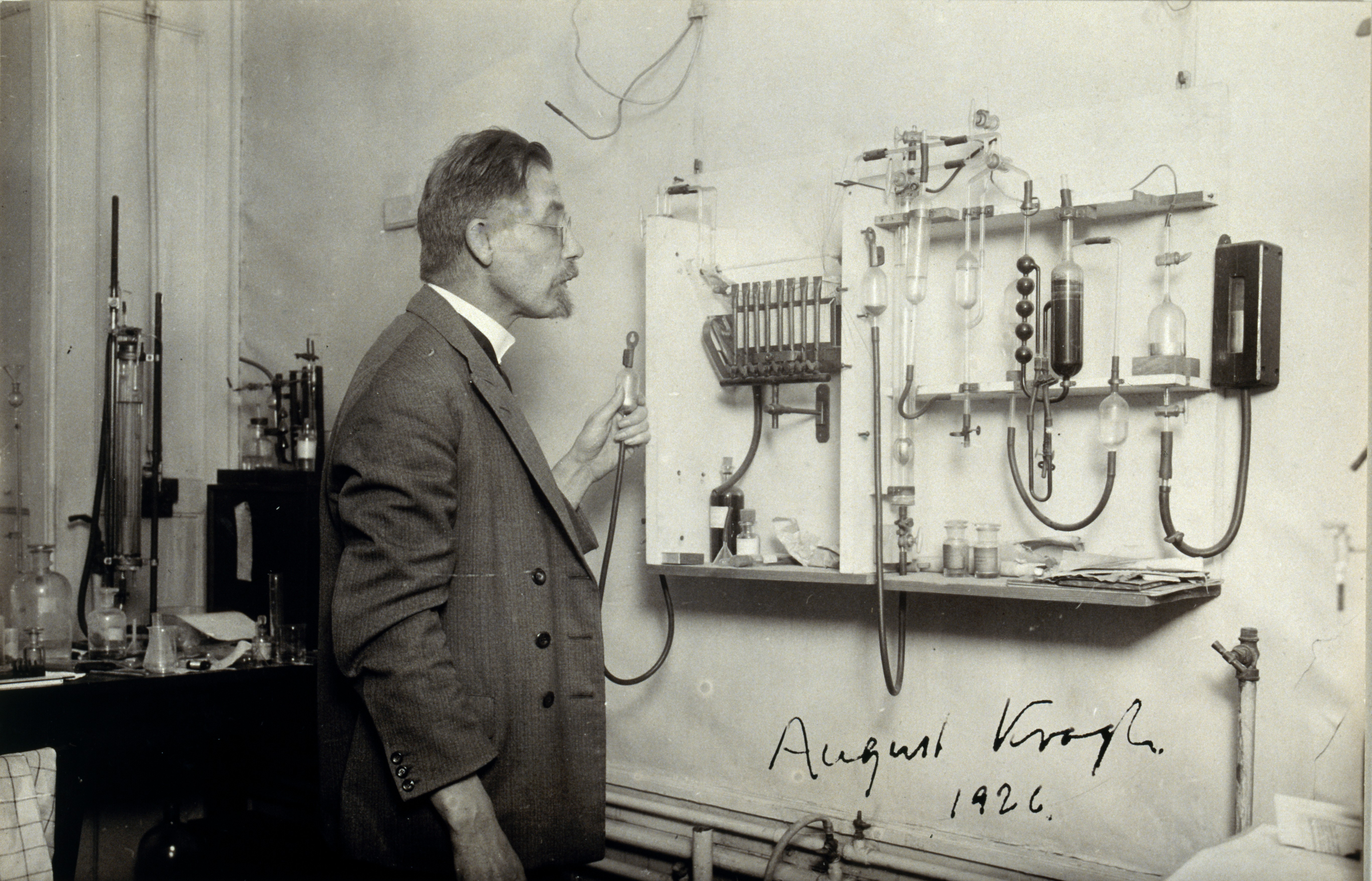
August Krogh a laboratóriumában (1926)

Tanulmányozta az izmok oxigénfelvételét pihenő állapotban, illetve munka közben. Rájött, hogy az izmok összehúzódásakor megnövekedett oxigénszükségletet a kapillárisok felületének megnövelésével (ami részben addig összezáruló hajszálerek megnyitásával történik) biztosítja a szervezet. Ezért a felismeréséért 1920-ban fiziológiai Nobel-díjban részesült. A hajszálerekkel való munkáját 1922-es könyvében A Kapillárisok anatómiája és élettaná-ban foglalta össze. A későbbiekben az izommunkával kapcsolatos egyéb problémákkal – hőszabályozás, metabolizmus, a táplálkozás hatása a munkakapacitásra, vércukor- és tejsavszintre, stb. – is foglalkozott.
Kimutatta, hogy a rovaroknál (és nyugvó állapotban emlősöknél is) az anyagcsere sebessége függ a környező hőmérséklettől, az Arrhenius-egyenlet szerint. Kiszámította, hogy az anyagcsere során lebontott zsír esetében 11%-os a hőveszteség. Izotópok segítségével mérte a sejtmembránon át történő víz- és szervetlen ionmozgást. Számos laboratóriumi műszert talált fel vagy fejlesztett tovább, mint például a spirométert vagy a pedálos ergométert.
Nevéhez fűződik a Krogh-elv, miszerint a tanulmányozandó problémához olyan állatmodellt kell választani, amelyen az a legmegfelelőbben megfigyelhető.
August Krogh-t díszdoktorrá avatta Edinburgh, Budapest, Lund, Harvard, Göttingen, Oslo és Oxford tudományegyeteme. A dánon kívül számos akadémiának volt tagja, közte a neves brit Royal Society-nek is.

## Az inzulin gyógyászati alkalmazása

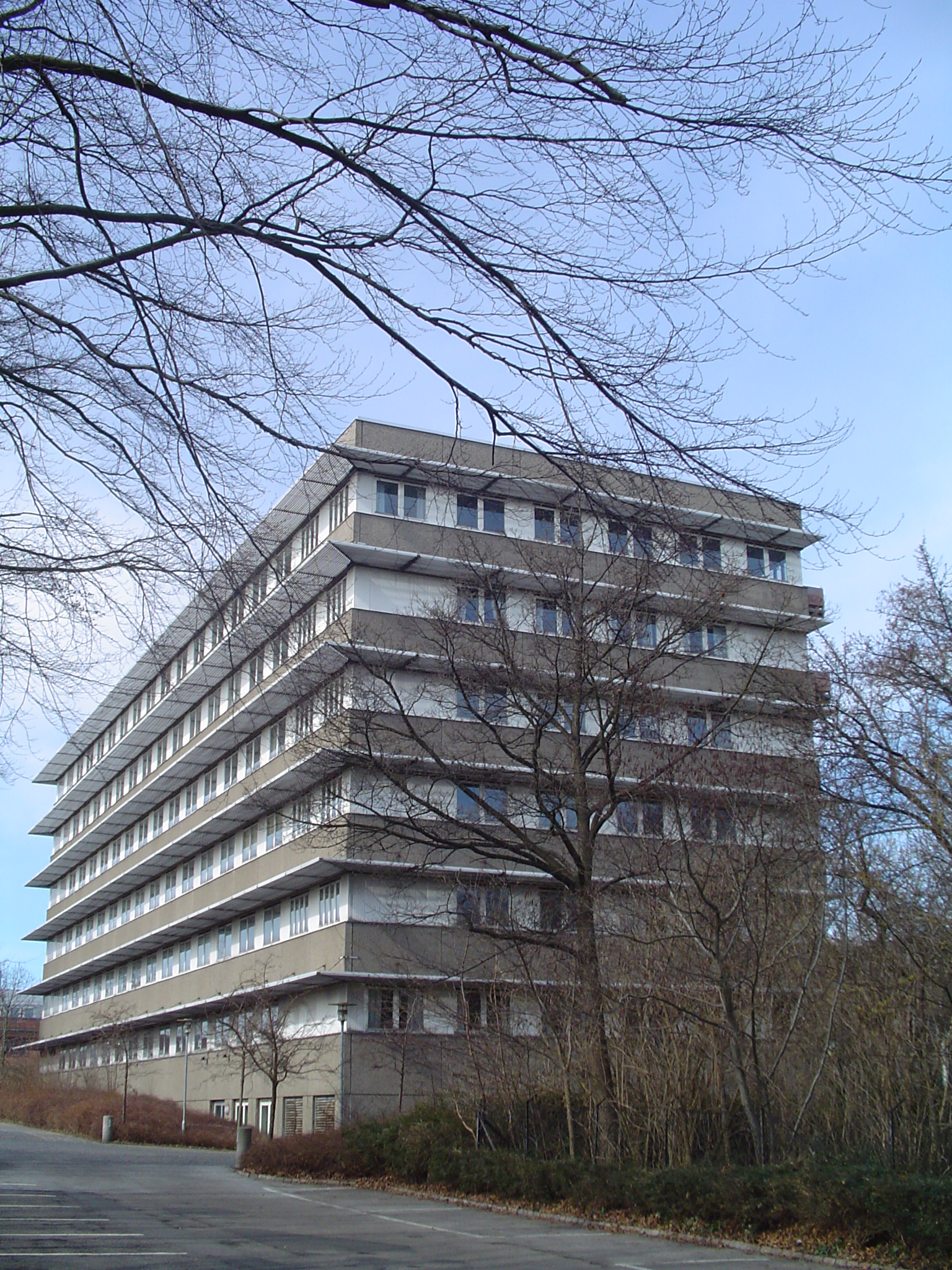
Az August Krogh Intézet Koppenhágában

August Krogh és felesége (akinél az előző évben diagnosztizálták a cukorbetegséget) 1922-ben az USA-ba látogatott. Itt értesült arról, hogy John Macleod Kanadában felfedezte és izolálta az inzulint. Meglátogatták Macleodot Torontóban és Krogh megszerezte tőle az inzulin tisztítási módszerének licencét. Hazaérkezésük után azonnal munkához láttak, és már 1923 márciusában sikeresen alkalmazták a sertés-hasnyálmirigyből tisztított inzulint diabétesz kezelésére. Krogh ezután elindította a gyártást (a mai Novo Nordisk cég elődjét) és megalapította a kutatást segítő Skandináv Inzulin Alapítványt. A későbbiekben kiszállt az üzletből, hogy tudományos munkájára fókuszálhasson. Az általuk készített inzulinnal a feleségét is sikeresen kezelték.

## Családja
August Krogh 1905-ben feleségül vette Birte Marie Jörgensen orvostanhallgatót, aki együtt dolgozott férjével annak gázanyagcserés kísérleteiben. Egy fiuk (aki az Aarhusi Egyetem anatómusa lett) és három lányuk született. A legfiatalabb lány is tudományos pályára lépett, az Egyesült Államokban dolgozott az állatélettan területén.
August Krogh Koppenhágában halt meg, 1949. szeptember 13-án, hetvennégy éves korában. Nevét a Koppenhágai Egyetem August Krogh Intézete viseli.